# یواس‌اس سایبل (ای‌کی‌اس-۱۰)
یواس‌اس سایبل (ای‌کی‌اس-۱۰) (به انگلیسی: USS Cybele (AKS-10)) یک کشتی بود که طول آن ۴۴۱ فوت ۷ اینچ (۱۳۴٫۵۹ متر) بود. این کشتی در سال ۱۹۴۴ ساخته شد.